# Mulin, Peking
Mulin (kinesiska: 木林, 木林镇) är en köping i Kina. Den ligger i stadsdistriket Shunyi i Pekings storstadsområde, i den norra delen av landet, omkring 48 kilometer nordost om stadskärnan. Antalet invånare är 33 557. Befolkningen består av 16 242 kvinnor och 17 315 män. Barn under 15 år utgör 8,0 %, vuxna 15-64 år 79 %, och äldre över 65 år 11,0 %.